# Kanton Jumeaux
Jumeaux is een voormalig kanton van het Franse departement Puy-de-Dôme. Het kanton maakte deel uit van het arrondissement Issoire tot het op 22 maart 2015 werd opgeheven en de gemeenten werden opgenomen in het op die dag gevormde kanton Brassac-les-Mines.

## Gemeenten
Het kanton Jumeaux omvatte de volgende gemeenten:
- Auzat-la-Combelle
- Brassac-les-Mines
- Champagnat-le-Jeune
- La Chapelle-sur-Usson
- Esteil
- Jumeaux (hoofdplaats)
- Lamontgie
- Peslières
- Saint-Jean-Saint-Gervais
- Saint-Martin-d'Ollières
- Valz-sous-Châteauneuf